# كريستينا رودريغيز كابرال
كريستينا رودريغيز كابرال (بالإسبانية: Cristina Rodríguez Cabral)‏ (26 مايو 1959، مونتفيدو في الأوروغواي)؛ كاتِبة وشاعرة . درست في جامعة ميسوري.